# Любовь и ненависть (фильм, 1935)
«Любовь и ненависть» — советский фильм 1935 года режиссёра Альберта Гендельштейна.

## Сюжет
Эпизод борьбы за Донбасс в период Гражданской войны.
1919 год. Донбасс. Шахтёры покидают посёлок вместе с отступающими частями Красной Армии. В посёлок входит отряд генерала Деникина, солдаты расселяются в шахтёрских хибарках. Белогвардейцам нужен уголь, работы на шахте восстановлены. Поскольку в посёлке остались только женщины и дети, их в принудительном порядке мобилизуют на работу и заставляют работать в шахтах до полного изнеможения. Белогвардейцы господствуют над жёнами шахтёров: за сахар, крупу, жалкие фунты муки они требуют любви и покорности. Полуголодная жизнь, произвол, насилие… Узнав, что Красная Армия перешла в наступление, женщины посёлка собираются в бане и решают поднять восстание. Прекратились прежние дрязги, ссоры, сплетни, теперь все они действуют сообща, поднимают «бабий бунт», захватывают посёлок, превращая его в «бабью крепость», готовую защищаться до прихода своих. Белогвардейцы, отступая, громят и уничтожают шахты. Но женщины ценой своих жизней не позволяют взорвать шахту.

Фигуры женщин даны выразительно и жизненно, с большой внутренней теплотой. Это вовсе не прикрашенные героини, не амазонки древнегреческой мифологии. Это обыкновенные русские работницы, в подлинном героизме которых нет ничего внешне героического.— из рецензии в газете «За индустриализацию»

## В ролях
Эта картина интересна тем, что ней снимались будущие прославленные мастера театра и кино: Вера Марецкая, Михаил Жаров, Виктор Станицын, Николай Крючков. Можно увидеть в этом фильме редко снимавшегося М. Кедрова и нескольких «звёзд» экрана — Эмму Цесарскую (первую Аксинью в "немом ещё «Тихом Доне»), С. Комарова (из «кулешовской школы»), А. Чистякова (пудовкинского актёра, снимавшегося в «Матери» и почти во всех его фильмах). Одним словом, можно сказать, целая «могучая кучка»!
- Эмма Цесарская — Василиса
- Александр Чистяков — муж Василисы
- Вера Марецкая — Вера, шахтёрка
- Николай Крючков — Миша, муж Веры
- Владимир Хенкин — Буба Касторский
- Рина Зелёная — поэтесса, партнёрша Бубы
- Михаил Жаров — Куква, прапорщик
- Андрей Абрикосов — командир отряда красных
- Виктор Станицын — Иван Порфирьевич, солдат
- Михаил Кедров — техник шахты
- Вера Попова — жена техника шахты
- Сергей Комаров — капитан
- Сергей Столяров — сын шахтёра
- Елена Максимова — Мария
- Елена Малукова — Лена
- Михаил Яншин — Андрей Иванович

## О фильме
Фильм был представлен в программе I-го Московского кинофестиваля (1935), имел большой успех и единодушную хвалебную прессу, как образцовый революционный фильм, его сравнивали с фильмами «Броненосец „Потёмкин“» и «Чапаев», известно, что Сергей Эйзенштейн положительно отзывался о фильме Затем фильм был надолго забыт. В середине 1970-х его вновь показали в кинотеатре «Иллюзион» в рамках «Кинотеатра повторного фильма», и хотя копия была неважной — частично утрачена, не всюду сохранён монтажный строй, фильм вызвал интерес зрителей.